# Gastrorchis peyrotii
Gastrorchis peyrotii là một loài thực vật có hoa trong họ Lan. Loài này được (Bosser) Senghas mô tả khoa học đầu tiên năm 1984.